# Tatana
Tatana es una película del año 2005.

## Sinopsis
Un niño de doce años deja a su abuela como cada mañana para ir a trabajar en el campo con los hombres. Mientras trabajan, oyen extrañas voces venir del pueblo. Mandan al niño a ver qué ocurre y este descubre que la anciana convoca a los espíritus de los muertos. Le hace prometer que nunca se lo contará a nadie, pero acaba por permitirle ver a su padre muerto que le dice que recuerde y ame a los muertos si quiere que sigan con él.

## Premios
- Festival Imargens de Praia, Cabo Verde 2005
- 25° Festival International du Film d'Amiens 2005